# سیارک ۴۲۹۳
سیارک ۴۲۹۳ (به انگلیسی: 4293 Masumi، نامگذاری:1989VT) چهار هزار و دویست و نود و سومین سیارک کشف شده‌است که در ۱ نوامبر ۱۹۸۹ کشف شد.
قدر مطلق سیارک برابر ۱۲٫۰۰ است.